# Spartan South Midlands Football League
A Spartan South Midlands Football League Délnyugat-Anglia egyik társult ligája. Északnyugat-London, Bedfordshire, Buckinghamshire és Hertfordshire megyéinek csapatai, 1997 óta versengenek három osztályban az angol labdarúgó-bajnokság kilencedik, tizedik illetve tizenegyedik szintjén.
Legfelsőbb osztálya a Premier Division, amely alatt a tizedik osztályt képviselő Division One, majd a tizenegyedik vonalban a Divison Two helyezkedik el. A divíziók összesen 62 klub részvételét biztosítják a ligában.

## Története
A ligát 1997-ben a London Spartan League és a South Midlands League egyesülésével hozták létre.

## A bajnokság rendszere

A Spartan South Midlands Football League lila színnel jelölve

Mindegyik részt vevő két alkalommal mérkőzik meg ellenfelével.
A győztes 3 ponttal lesz gazdagabb, döntetlen esetén 1 pontot kap mindkét csapat, a vereségért nem jár pont.
Premier Division: 
A bajnokság első helyezettje a következő évben az Isthmian League, vagy a Southern League résztvevőjeként szerepelhet a nyolcadik szinten. Az utolsó két helyezett a másodosztály (Division One) sorozatában folytathatja.
Division One:
Az első három helyezett a SSML első osztályában (Premier Division), míg az egyetlen kieső csapat a harmadosztályba esik vissza (Division Two).
Division Two:
Az első helyezett a SSML másodosztályában (Division One) folytathatja. A bajnokság utolsó helyezettjét a tizenkettedik osztály valamelyik ligájába sorolják vissza.
A területi besorolásoktól függően – ha az előző évhez képest bármely kilencedik osztályú bajnokság létszáma a feljutások és kiesések végett ellentétessé válik –, az FA jogosult a liga együtteseiből áthelyezni klubokat más régióba.

## A liga korábbi elnevezései
A bajnoksághoz 2003-ban csatlakozott a másodosztály.
A liga korábbi elnevezései az alábbi listában olvashatóak:
- 1997–1998:  Premier Division North/South,  Senior Division,  Division One Nort/South
- 1998–2001:  Premier Division,  Senior Division,  Division One
- 2001–napjainkig:  Premier Division,  Division One,  Division Two

## Külső hivatkozások
- SSMFL at Full Time
- RSSSF